# プルィルークィ (ミサイル艇)
U153 プルィルークィ(ウクライナ語: U153 Прилуки プルィルークィ)は、ウクライナのミサイル艇(Ракетний катер)である。艇名は、中部ウクライナの都市プルィルークィに因む。

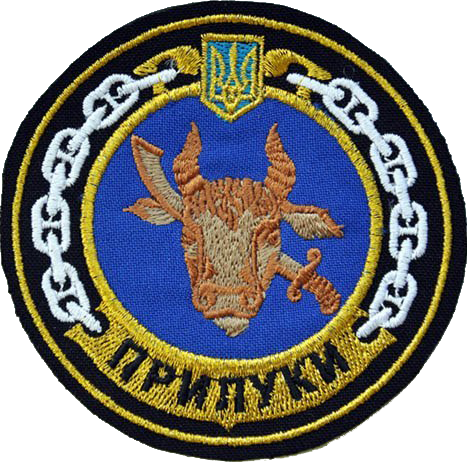

## 概要

### 建造
U153 プルィルークィは、ソ連時代に206MR号計画「ヴィーフリ」型大型ミサイル艇の7番艇として建造された。建造時の名称はR-262(ロシア語: Р-262 エール・ドヴィェースチ・シヂスャード・ドヴァー)で、スレドネ＝ネーフスキイ造船工場で起工された。1979年11月30日には竣工し、12月12日付けでクリミア自治共和国チェルノモールスコエに本拠を置く黒海艦隊第296ミサイル艇旅団第41ミサイル艇戦隊に配属された。

### 独立ウクライナ
ソ連が崩壊すると、黒海艦隊に所属していた206MR型大型ミサイル艇の帰属はロシア海軍とウクライナ海軍の間で争われることになった。最終的に、R-262は1995年12月30日付けでロシア海軍を除籍となった。ウクライナ海軍へ編入されたR-262は、1996年1月10日には、中部ウクライナの歴史ある都市に因んでU153 プルィルークィと改称された。
その後、ウクライナ海軍では財政的な事情と艇自体の老朽化により206MR型ミサイル艇の退役を進めた。結局、ジョージアに譲渡されたU150 コノトープも退役し、U153 プルィルークィのみが現役である。プルィルークィについても2007年中には除籍される予定であり、同年7月1日に開催された一般公開イベントがプルィルークィにとって最後の晴れの舞台となる見込みであったが2008年まで運用するという情報もあり、2022年9月時点で現役に留まっており、定期的な修理を受けている。